# Wickenrodt
Wickenrodt ist eine Ortsgemeinde im Landkreis Birkenfeld in Rheinland-Pfalz. Sie gehört der Verbandsgemeinde Herrstein-Rhaunen an.

## Geographie
Wickenrodt liegt im Hunsrück auf einem Plateau über dem Hahnenbachtal zwischen Idar-Oberstein und Rhaunen. Die Ortslage ist eine Hanglage in einer sich nach Osten öffnenden Mulde.

## Geschichte
Der Ort wurde erstmals 961 als „Uuickenrodero“ im Nahegau erwähnt.
Bevölkerungsentwicklung
Die Entwicklung der Einwohnerzahl von Wickenrodt, die Werte von 1871 bis 1987 beruhen auf Volkszählungen:
| Jahr | Einwohner |
| 1815 | 162       |
| 1835 | 183       |
| 1871 | 208       |
| 1905 | 181       |
| 1939 | 186       |
| 1950 | 191       |

| Jahr | Einwohner |
| 1961 | 184       |
| 1970 | 165       |
| 1987 | 159       |
| 1997 | 165       |
| 2005 | 181       |
| 2023 | 160       |

## Evangelische Pfarrkirche
Eingebettet in ein Arrangement mit Pfarrhaus, Pfarrscheune und Pfarrgarten liegt die einfache Saalkirche mit Chorturm am südöstlichen Ortsrand. Ihre Ursprünge können auf das 13. Jahrhundert datiert werden. Der romanische Chorturm trägt einen spätgotischen Spitzhelm und enthält zwei alte und zwei neue Glocken, die älteste datiert um 1340, die jüngere Glocke ist mit 1466 datiert und wurde 1922 aus Achtelsbach erworben. Die beiden kleineren Glocken wurden 2017 neben der Kirche gegossen und läuten nun zusammen in dem historischen Glockenstuhl von 1811. Das ursprünglich romanische Langhaus wurde im 18. und 19. Jahrhundert wesentlich verändert.
Die Kirche ist in einer längeren Szene des 1958 gedrehten Spielfilms Der Schinderhannes mit Curd Jürgens zu sehen.

## Politik

### Gemeinderat
Der Gemeinderat in Wickenrodt besteht aus sechs Ratsmitgliedern, die bei der Kommunalwahl am 9. Juni 2024 in einer Mehrheitswahl gewählt wurden, und dem ehrenamtlichen Ortsbürgermeister als Vorsitzendem.

### Bürgermeister
Florian Dalheimer wurde am 15. Juli 2024 Ortsbürgermeister von Wickenrodt. Da bei der Direktwahl am 9. Juni 2024 kein Wahlvorschlag eingereicht wurde, oblag die Neuwahl des Bürgermeisters gemäß rheinland-pfälzischer Gemeindeordnung dem Rat, der auf seiner konstituierenden Sitzung einstimmig Florian Dalheimer für fünf Jahre wählte.
Sein Vorgänger Michael Adam hatte das Amt 2014 übernommen und kandidierte 2024 nicht erneut. Zuletzt bei der Direktwahl am 26. Mai 2019 war er mit einem Stimmenanteil von 88,89 % in seinem Amt bestätigt worden. Adams Vorgänger Otmar Glöckner übte das Amt von 1994 bis 2014 aus.

## Regelmäßige Veranstaltungen
Jährlich werden ein Volks- und Kinderfest vom Verschönerungsverein Wickenrodt (letztes Wochenende im Juli)  und ein regionales Reitturnier (1. Wochenende im September) vom örtlichen Reitverein RV Wickenrodt veranstaltet.
Alle 2 Jahre (gerade Jahreszahl) findet am 1. Samstag im Dezember ein Nikolausmarkt rund um das Gemeindehaus statt.

## Wirtschaft und Infrastruktur
Der Ort wird von der Kreisstraße K 23 durchquert. Im Südosten verläuft die Bundesstraße 41. In Kirn ist ein Bahnhof der Bahnstrecke Bingen–Saarbrücken.

## Persönlichkeiten
- Walther Veeck (1886–1941), Historiker und Archäologe

## Siehe auch

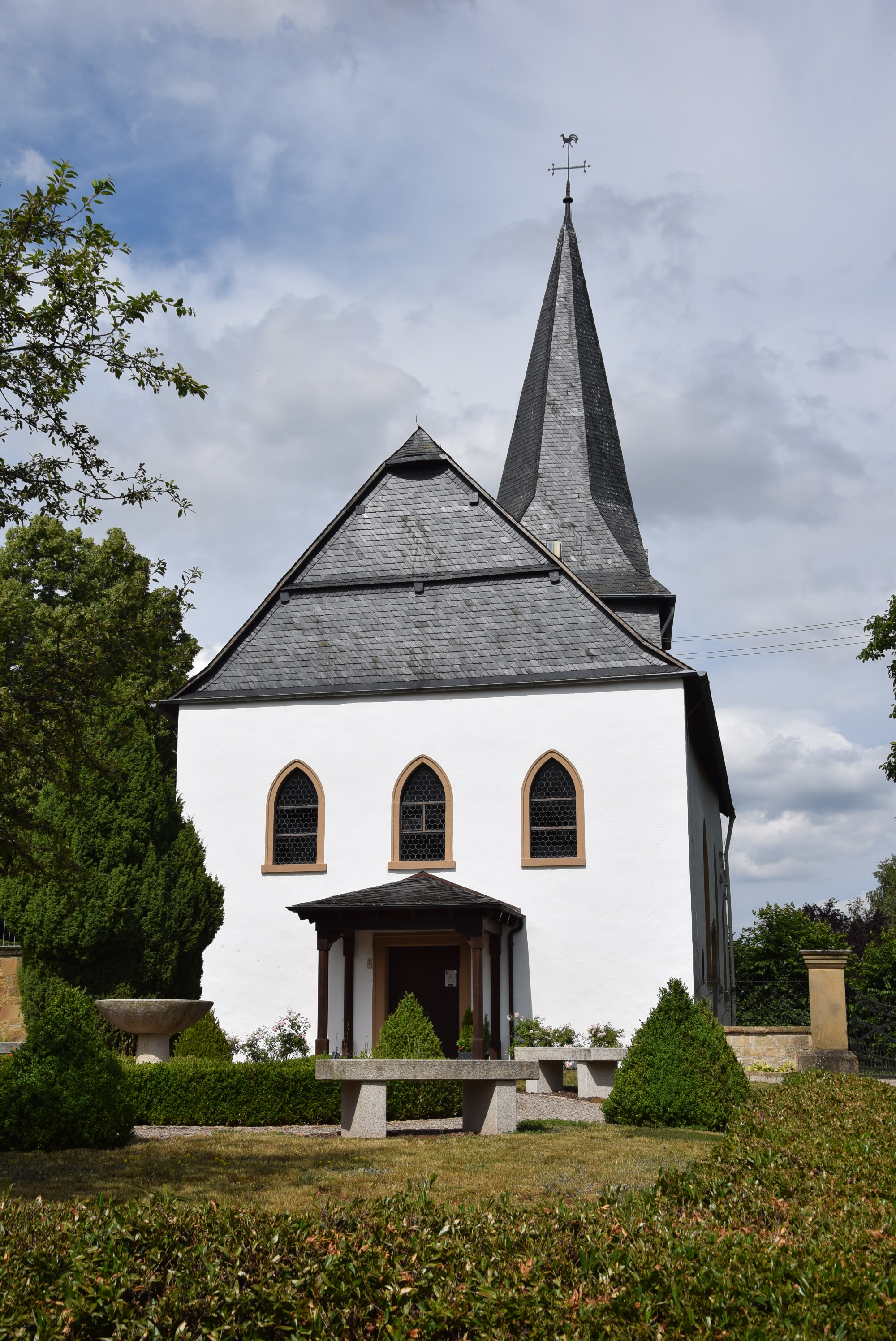
Ev. Kirche in Wickenrodt